# Campionati europei di atletica leggera 2018 - Marcia 20 km femminile
La marcia 20 km femminile ai campionati europei di atletica leggera 2018 si è svolta l'11 agosto 2018.

## Podio
| Oro     | María Pérez Spagna         |
| Argento | Anežka Drahotová Rep. Ceca |
| Bronzo  | Antonella Palmisano Italia |

## Record
Prima di questa competizione, il record del mondo (RM), il record europeo (EU) ed il record dei campionati (RC) erano i seguenti:
| Record                | Prestazione | Atleta                   | Data                                      | Competizione |
| --------------------- | ----------- | ------------------------ | ----------------------------------------- | ------------ |
| Record mondiale       | 1h23'39     | Elena Lašmanova Russia   | 9 giugno 2018 Čeboksary, Russia           |              |
| Record europeo        | 1h23'39     | Elena Lašmanova Russia   | 9 giugno 2018 Čeboksary, Russia           |              |
| Record dei campionati | 1h26'42     | Olimpiada Ivanova Russia | 7 agosto 2002 Monaco di Baviera, Germania | Europei 2002 |

## Risultati
| Pos. | Nome                       | Nazionalità                 | Tempo   | Note                                     |
| ---- | -------------------------- | --------------------------- | ------- | ---------------------------------------- |
|      | María Pérez                | Spagna                      | 1h26'36 | Record dei campionati                    |
|      | Anežka Drahotová           | Rep. Ceca                   | 1h27'03 | Miglior prestazione personale stagionale |
|      | Antonella Palmisano        | Italia                      | 1h27'30 | Miglior prestazione personale stagionale |
| 4    | Brigita Virbalyte-Dimsiene | Lituania                    | 1h27'59 | Record nazionale                         |
| 5    | Zivile Vaiciukeviciute     | Lituania                    | 1h28'07 |                                          |
| 6    | Laura García-Caro          | Spagna                      | 1h28'15 | Miglior prestazione personale            |
| 7    | Inna Kashyna               | Ucraina                     | 1h29'16 |                                          |
| 8    | Ana Cabecinha              | Portogallo                  | 1h29'49 |                                          |
| 9    | Valentina Trapletti        | Italia                      | 1h29'57 | Miglior prestazione personale            |
| 10   | Nadiya Borovska            | Ucraina                     | 1h30'38 |                                          |
| 11   | Meryem Bekmez              | Turchia                     | 1h31'00 |                                          |
| 12   | Raquel González            | Spagna                      | 1h31'48 |                                          |
| 13   | Antigoni Drismbioti        | Grecia                      | 1h32'16 | Miglior prestazione personale stagionale |
| 14   | Emilia Lehmeyer            | Germania                    | 1h32'36 | Miglior prestazione personale            |
| 15   | Émilie Menuet              | Francia                     | 1h32'49 | Miglior prestazione personale stagionale |
| 16   | Saskia Feige               | Germania                    | 1h32'57 | Miglior prestazione personale            |
| 17   | Viktoryia Rashchupkina     | Bielorussia                 | 1h33'12 |                                          |
| 18   | Mariya Filyuk              | Ucraina                     | 1h33'34 | Miglior prestazione personale            |
| 19   | Ana Veronica Rodean        | Romania                     | 1h33'39 | Miglior prestazione personale            |
| 20   | Teresa Zurek               | Germania                    | 1h35'58 |                                          |
| 21   | Katarzyna Zdziebło         | Polonia                     | 1h36'01 |                                          |
| 22   | Bethan Davies              | Gran Bretagna               | 1h36'50 |                                          |
| 23   | Elisa Neuvonen             | Finlandia                   | 1h37'12 |                                          |
| 24   | Barbara Kovács             | Ungheria                    | 1h39'35 |                                          |
| 25   | Rita Récsei                | Ungheria                    | 1h42'55 |                                          |
| 26   | Andreea Arsine             | Romania                     | 1h43'21 |                                          |
|      | Edna Barros                | Portogallo                  | dnf     |                                          |
|      | Eleonora Giorgi            | Italia                      | dq      |                                          |
|      | Heather Lewis              | Regno Unito                 | dq      |                                          |
|      | Yana Smerdova              | Atleti Neutrali Autorizzati | dq      |                                          |